# Sociedade Brasileira de Autores Teatrais
A Sociedade Brasileira de Autores Teatrais, conhecida como SBAT, foi fundada em 27 de setembro de 1917, por um grupo de artistas e intelectuais, entre eles Chiquinha Gonzaga. É a mais antiga associação de criadores de teatro no Brasil e possui um acervo de milhares de peças de teatro. 
Seu primeiro Presidente foi João do Rio. Entre seus dirigentes encontramos artistas como Joracy Camargo, Raimundo Magalhães Júnior, Heitor Villa-Lobos, Guilherme Figueiredo, Paschoal Carlos Magno, Genolino Amado, entre muitos outros. Praticamente todos os dramaturgos brasileiros e incontáveis narradores, poetas e tradutores foram seus associados: Nelson Rodrigues, Raquel de Queiroz, Manuel Bandeira, Carlos Drummond de Andrade, Dias Gomes, Maria Clara Machado, Luiz Peixoto, Plínio Marcos, Lauro César Muniz, Oduvaldo Vianna Filho, Gianfrancesco Guarnieri e muitos mais. Além dos autores de carreira, muitos atores e outros criadores das artes cênicas e dramáticas se associaram ao longo dos de todos esses anos, como Paulo Autran, Dercy Gonçalves, José Dias, Sergio Brito, Caique Botckay, Doc Comparato, Chico Anísio, entre outros.
A atual Coordenação Provisória da SBAT é formada pelos sócios Gillray Coutinho Bittencourt Filho, Fábio Rocha Pina e Maria Rita de Rezende.
Foi criada de forma adequada à defesa dos interesses dos autores de peças teatrais, mas que tinha seu Departamento Musical. Deu lugar, depois de alguns anos, à UBC, que reuniu então os autores da SBAT e da ABCA.